# Ritzville (Washington)
Ritzville es una ciudad ubicada en el condado de Adams en el estado estadounidense de Washington. En el año 2000 tenía una población de 1.736 habitantes y una densidad poblacional de 520.4 personas por km².

## Geografía
Ritzville se encuentra ubicada en las coordenadas 47°7′35″N 118°22′38″O / 47.12639, -118.37722.

## Demografía
Según la Oficina del Censo en 2000 los ingresos medios por hogar en la localidad eran de $32.560, y los ingresos medios por familia eran $40.240. Los hombres tenían unos ingresos medios de $32.500 frente a los $21,083 para las mujeres. La renta per cápita para la localidad era de $18.308. Alrededor del 14.3% de la población estaban por debajo del umbral de pobreza.